# 한국 야구 명예의 전당
한국 야구 명예의 전당(Korean Baseball Hall of Fame and Museum)은 대한민국 부산광역시 기장군 기장-현대차 드림 볼파크내에 들어설 야구박물관이다. 지금은 조성공사 중이며 한국 야구 명예의 전당은 2026년에 개관할 예정이다.
2016년에 초대 헌액자가 공식 발표될 예정이다.